# Данка Петровска
Данка Петровска (Скопље, 1946) је српска сликарка.

## Биографија
Рођена је 1946. године у Скопљу. Завршила је постдипломске студије на Факултету ликовних уметности Универзитета уметности у Београду 1971. у класи професора Младена Србиновића. Специјализирала је сликарство на Академији ликовних уметности у Фиренци 1973—1974. у класи професора Виниција Бертија. Члан је Удружења ликовних уметника Србије од 1971. и Управног одбора Удружења ликовних уметника Македоније у Србији. До сада је имала двадесет и пет самосталних и 231 групну изложбу. Самостално је излагала у Београду 1967, 1974. и 1977. са Владимиром Рашићем и Скопљу 1974. године. Учествовала је у групној изложби новопримљених чланова УЛУС-а 1970, изложбама „Цртеж и мала пластика” 1970, 1975. и 1976, изложбама УЛУС-а 1973, 1975. и 1977, изложбама Октобарског салона 1969. и 1972, Ликовним сусретима у Суботици и изложби ликовне колоније у Струмици 1971, изложбама „Млада генерација” у Скопљу и Битољу 1972, изложби ликовне колоније у Мотовуну 1974. и изложбама чланица УЛУС-а у Крагујевцу 1976. и 1977. године. Добитница је прве награде за сликарство Academia degli belli arti у Фиренци 1973, прве награде за сликарство на АЛУ у Фиренци 1974. и прве награде за сликарство на Земунском салону 1986. године. Бавила се костимографијом и сценографијом за филм и телевизију у Скопљу и Београду до 1993. године.